# Aruvälja (Pärnu)
Aruvälja je vesnice v estonském kraji Pärnumaa, samosprávně patřící pod statutární město Pärnu (pod které spadá řada obcí kromě samotného města).